# Parti de l'Alberta
L'Association politique du Parti albertain (en anglais Alberta Party Political Association), mieux connu sous le nom raccourci du Parti albertain (en anglais Alberta Party), a été créé par la fusion du Parti Crédit social de l'Alberta, le Western Canada Concept, et du Parti héritage de l'Alberta en 1986.

## Origines
Connu alors sous le titre de l'Association politique du Parti albertain ou l'Alliance de l'Alberta (à ne pas confondre avec l'Alliance du Parti de l'Alberta, créé en 2002), cette coalition n'a pas duré. Lors de l'élection générale de 1986, le Western Canadian Concept party a décidé de refaire cavalier seul, sans succès.
Toujours aux provinciales de 1986, le Parti de l'alliance a participé au développement d'un nouveau parti fédéral, le Parti réformiste.  Après la création de ce dernier, le parti de l'alliance est revenu en politique provinciale.  
Cette coalition politique a encore connue une division lorsque le Parti Crédit social de l'Alberta a mis fin à son appui de l'Alliance. Depuis, elle a tente de se proposer comme une alternative aux trois principaux partis de l'Alberta.
En 1998, le Parti de l'alliance a suivi l'exemple de ses homologues: le Parti saskatchewanais et le Parti manitobain en changeant son nom pour le Parti albertain.

## Changement idéologique
Avec la montée du Parti Wildrose, les éléments les plus droitistes du Parti de l'Alberta ont été abandonnés.  Le parti a choisi une voie plus centriste.
Le lundi 24 janvier 2011, le député de Calgary-Currie Dave Taylor annonce qu'il a décidé de joindre le Parti albertain, devenant le premier député de l'histoire du parti.
Aux élections de 2015, le chef du parti Greg Clark remporte la circonscription de Calgary-Elbow, autrefois détenue par l'ex-première ministre Alison Redford. C'est la première fois que le Parti albertain gagne un siège dans une élection. Le Parti albertain ne fait élire aucun député à l'élection suivante.

## Résultats électoraux
| Élection | Bannière | Chef                             | Candidats                        | Votes                            | %                                | Sièges                           | Position                         |
| -------- | -------- | -------------------------------- | -------------------------------- | -------------------------------- | -------------------------------- | -------------------------------- | -------------------------------- |
| 1993     | Alliance | Mark Waters                      | 4                                | 3 548                            | 0,4 %                            | 0 / 83                           | 7e                               |
| 1997     | Alliance | Ne s'est pas présenté.           | Ne s'est pas présenté.           | Ne s'est pas présenté.           | Ne s'est pas présenté.           | Ne s'est pas présenté.           | Ne s'est pas présenté.           |
| 2001     | Alberta  | Coalition avec le Crédit social. | Coalition avec le Crédit social. | Coalition avec le Crédit social. | Coalition avec le Crédit social. | Coalition avec le Crédit social. | Coalition avec le Crédit social. |
| 2004     | Alberta  | Bruce Stubbs                     | 4                                | 2 485                            | 0,3 %                            | 0 / 83                           | 8e                               |
| 2008     | Alberta  | Bruce Stubbs                     | 1                                | 51                               | 0,0 %                            | 0 / 83                           | 9e                               |
| 2012     | Alberta  | Glenn Taylor                     | 38                               | 17 172                           | 1,3 %                            | 0 / 87                           | 5e                               |
| 2015     | Alberta  | Greg Clark                       | 36                               | 33 867                           | 2,3 %                            | 1 / 87                           | 5e                               |
| 2019     | Alberta  | Stephen Mandel                   | 87                               | 152 335                          | 9.18 %                           | 0 / 87                           | 3e                               |